# Camponotus dromedarius
Camponotus dromedarius är en myrart som beskrevs av Auguste-Henri Forel 1891. Camponotus dromedarius ingår i släktet hästmyror, och familjen myror.

## Underarter
Arten delas in i följande underarter:
- C. d. dromedarius
- C. d. pulcher

## Bildgalleri

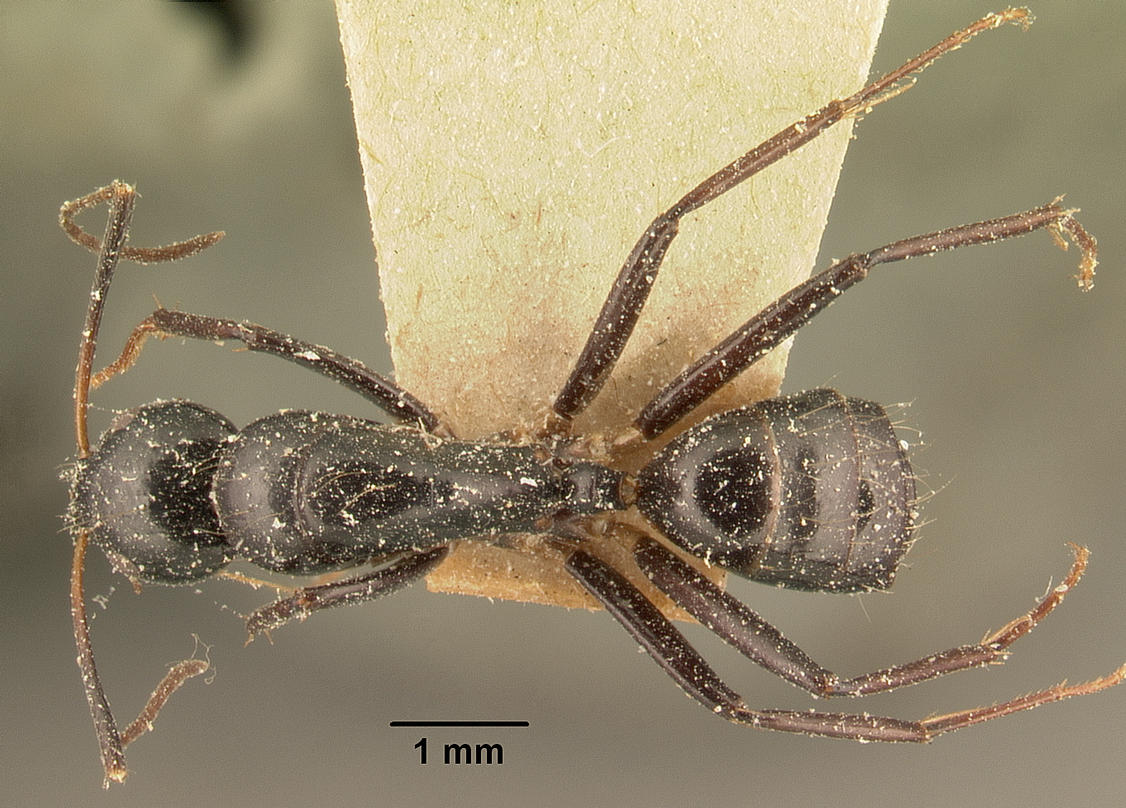
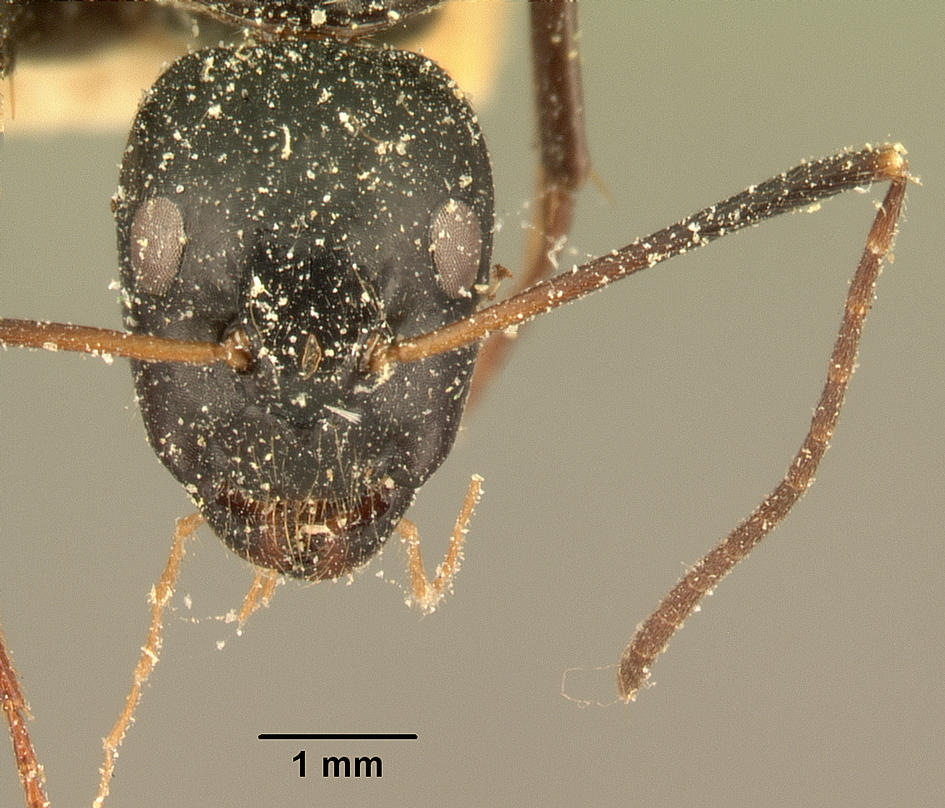
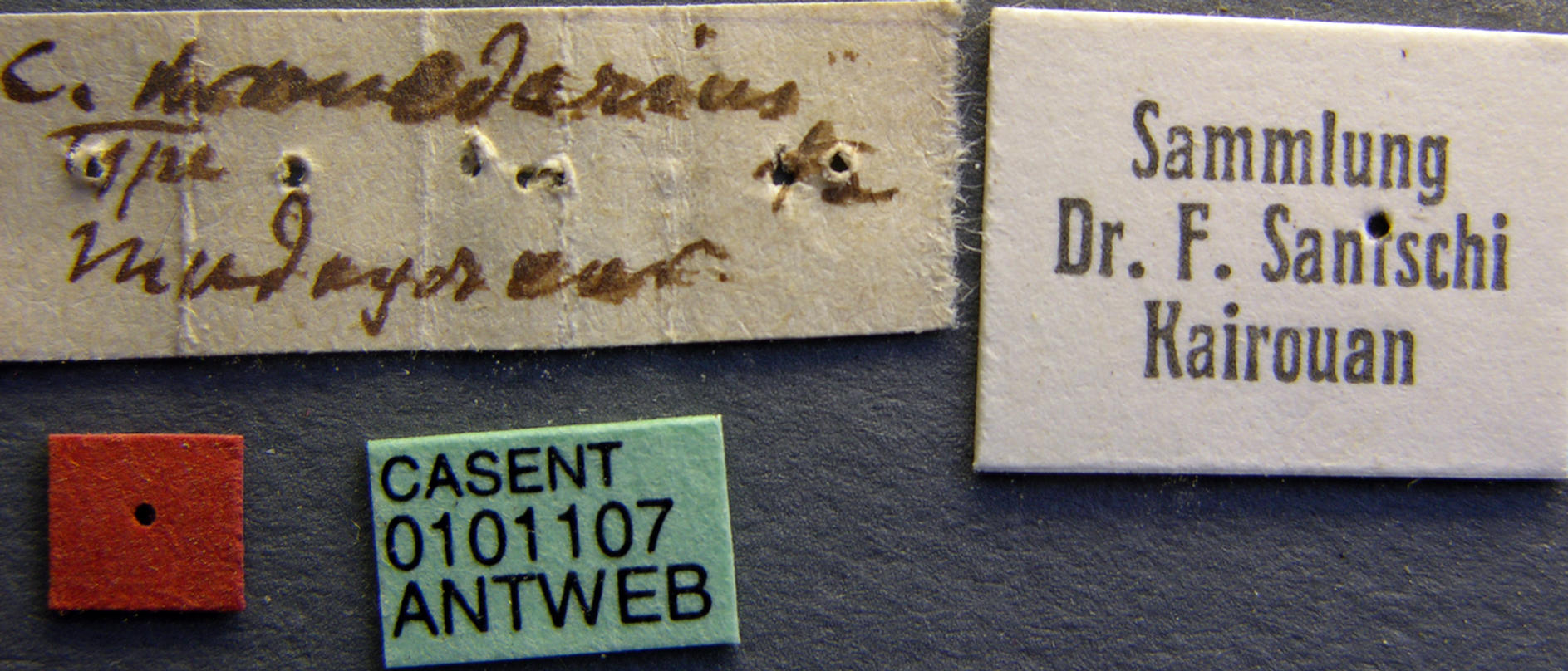
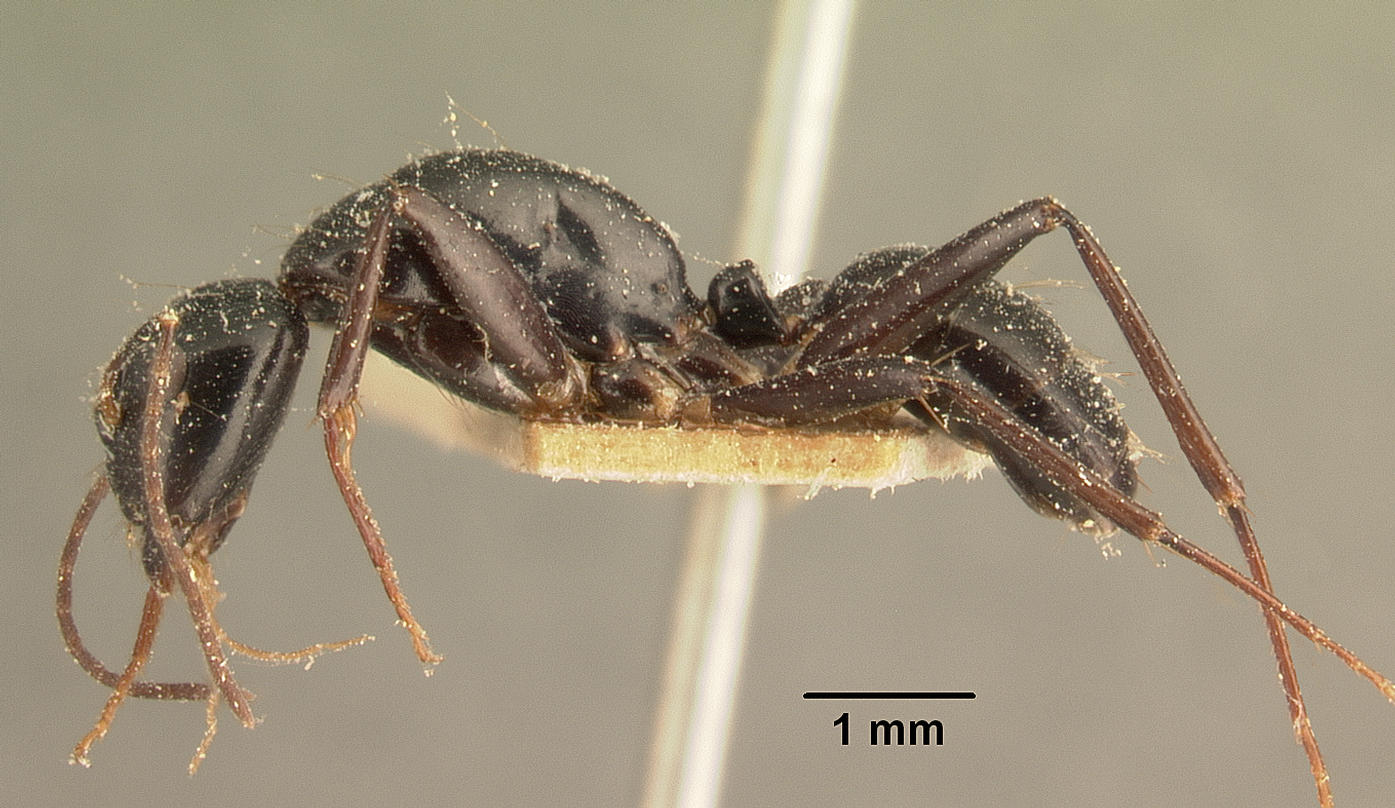
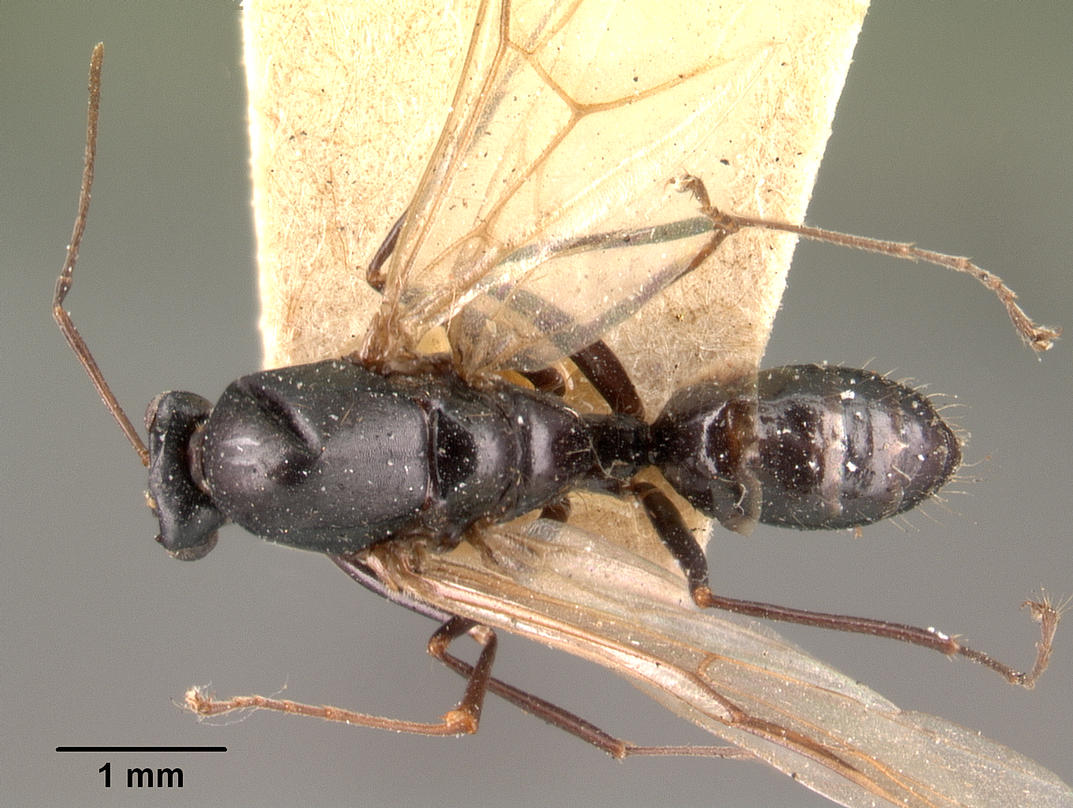
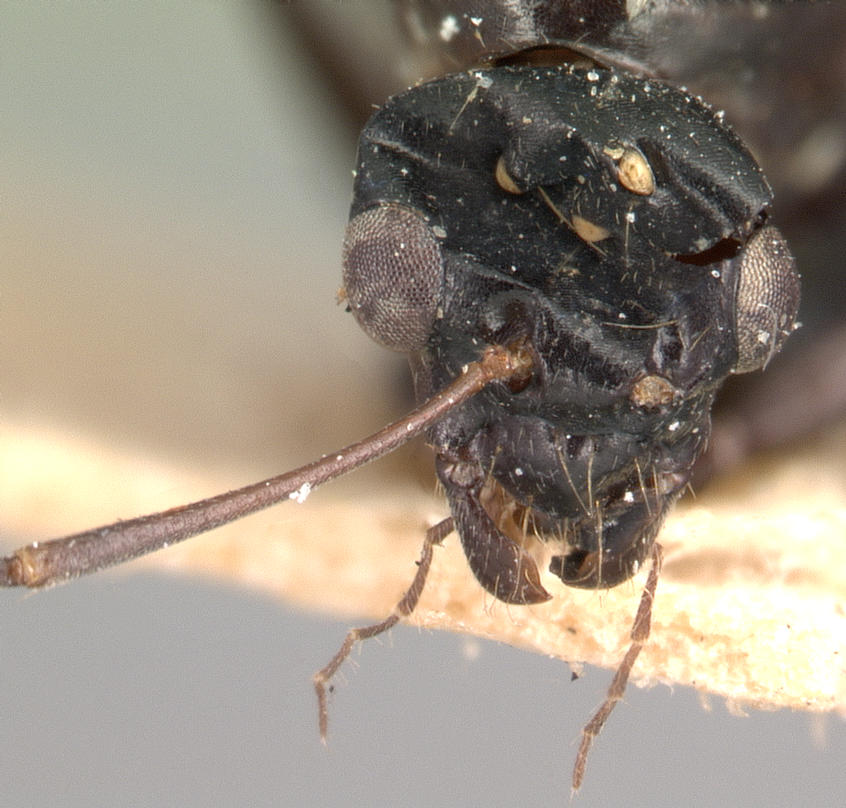